# Liste des médaillés olympiques masculins en gymnastique artistique
Cette page liste tous les médaillés olympiques masculins en gymnastique artistique.

## Programme actuel
| Médaillés olympiques masculins en gymnastique artistique |                             |               |                |               |               |                   |               |
| Concours général par équipes                             | Concours général individuel | Sol           | Cheval d'arçon | Anneaux       | Saut          | Barres parallèles | Barre fixe    |
| voir la liste                                            | voir la liste               | voir la liste | voir la liste  | voir la liste | voir la liste | voir la liste     | voir la liste |

## Anciennes disciplines

### Barre fixe par équipes
| Édition      | Or        | Argent        | Bronze        |
| ------------ | --------- | ------------- | ------------- |
| Athènes 1896 | Allemagne | non attribuée | non attribuée |

### Barres parallèles par équipes
| Édition      | Or        | Argent | Bronze |
| ------------ | --------- | ------ | ------ |
| Athènes 1896 | Allemagne | Grèce  | Grèce  |

### Combiné 3 épreuves
| Édition        | Or                   | Argent               | Bronze              |
| -------------- | -------------------- | -------------------- | ------------------- |
| St. Louis 1904 | Adolf Spinnler (SUI) | Julius Lenhart (USA) | Wilhelm Weber (GER) |

### Combiné 4 épreuves
| Édition        | Or                | Argent             | Bronze             |
| -------------- | ----------------- | ------------------ | ------------------ |
| St. Louis 1904 | Anton Heida (USA) | George Eyser (USA) | William Merz (USA) |

### Corde lisse
| Édition          | Or                            | Argent                  | Bronze                 |
| ---------------- | ----------------------------- | ----------------------- | ---------------------- |
| Athènes 1896     | Nikólaos Andriakópoulos (GRE) | Thomas Xenakis (GRE)    | Fritz Hoffmann (GER)   |
| St. Louis 1904   | George Eyser (USA)            | Charles Krause (USA)    | Emil Voigt (USA)       |
| Paris 1924       | Bedrich Supcik (TCH)          | Albert Seguin (FRA)     | August Güttinger (SUI) |
| Paris 1924       | Bedrich Supcik (TCH)          | Albert Seguin (FRA)     | Ladislav Vacha (TCH)   |
| Los Angeles 1932 | Raymond Bass (USA)            | William Galbraith (USA) | Thomas Connolly (USA)  |

### Massues
| Édition        | Or                  | Argent           | Bronze             |
| -------------- | ------------------- | ---------------- | ------------------ |
| St. Louis 1904 | Edward Hennig (USA) | Emil Voigt (USA) | Ralph Wilson (USA) |

### Massues indiennes
| Édition          | Or                | Argent                | Bronze                   |
| ---------------- | ----------------- | --------------------- | ------------------------ |
| Los Angeles 1932 | George Roth (USA) | Philip Erenberg (USA) | William Kuhlemeier (USA) |

### Saut acrobatique
| Édition          | Or                  | Argent             | Bronze                 |
| ---------------- | ------------------- | ------------------ | ---------------------- |
| Los Angeles 1932 | Rowland Wolfe (USA) | Edward Gross (USA) | William Herrmann (USA) |

### Saut de cheval en largeur
| Édition    | Or                  | Argent                  | Bronze |
| ---------- | ------------------- | ----------------------- | ------ |
| Paris 1924 | Albert Seguin (FRA) | François Gangloff (FRA) |        |
| Paris 1924 | Albert Seguin (FRA) | Jean Gounot (FRA)       |        |

### Système libre par équipes
| Édition        | Or       | Argent   | Bronze        |
| -------------- | -------- | -------- | ------------- |
| Stockholm 1912 | Norvège  | Finlande | Danemark      |
| Anvers 1920    | Danemark | Norvège  | non attribuée |

### Système suédois par équipes
| Édition        | Or    | Argent   | Bronze   |
| -------------- | ----- | -------- | -------- |
| Stockholm 1912 | Suède | Danemark | Norvège  |
| Anvers 1920    | Suède | Danemark | Belgique |